# Gocana (área de governo local)
Gocana (em inglês: Gokana) é uma área de governo local do estado de Rios, na Nigéria, com sede em Quepor. Possui 126 quilômetros quadrados e de acordo com o censo de 2016, havia 328 500 residentes.